# یون چبریاچکو
یون چبریاچکو (اوکراینی: Євген Олександрович Чеберячко؛ زادهٔ ۱۹ ژوئن ۱۹۸۳) بازیکن فوتبال اهل اوکراین است.
از باشگاه‌هایی که در آن بازی کرده‌است می‌توان به باشگاه فوتبال دنیپرو، باشگاه فوتبال آرسنال کی‌یف، باشگاه فوتبال دینامو کی‌یف، و باشگاه فوتبال اوورلا اوژهورود اشاره کرد.
وی همچنین در تیم‌های ملی فوتبال زیر ۲۱ سال اوکراین و اوکراین بازی کرده‌است.